# Walsfactor

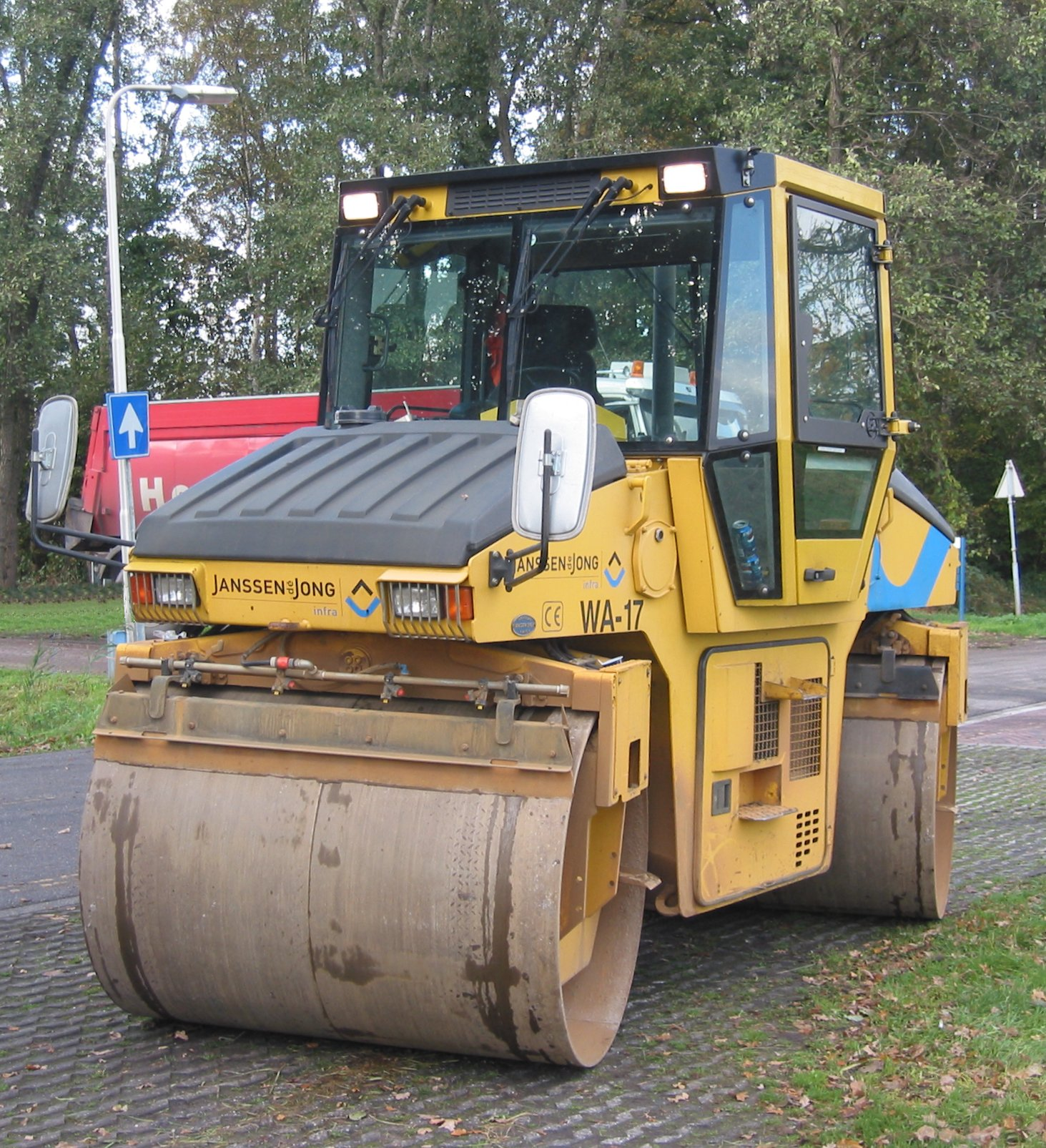
Een wals

De walsfactor is de verhouding tussen het gewicht van een wals en de diameter van zijn rollers. Het draagt bij aan de kwaliteit van verdichting van het gewalste asfalt.
Een belangrijke grootheid die als walsfactor gebruikt wordt is het Nijboergetal, ook wel het getal van Nijboer, Nijboerfactor of, op zijn Engels, Nijboer value, genoemd. Dit getal is vernoemd naar de Nederlandse wetenschapper L.W. Nijboer (1901–1980), die belangrijke bijdragen heeft gedaan aan de ontwikkeling van asfalttechnologie. Het Nijboergetal (Nf) beschrijft de walsfactor als zijnde de kracht op de rol (P) per de factor van rolbreedte (l) en roldiameter (D). Het wordt daarom ook wel PLD genoemd.

## Beschrijving
De walsfactor is bepalend voor het werkbereik van de machine bij het verdichten van asfalt. Een te zware wals zal warm asfalt voor zich uit drukken in plaats van het te verdichten, ook zal het gesteente in het asfalt kunnen verbrijzelen. Een te lichte wals is niet in staat het asfalt voldoende te verdichten. Verbrijzelen komt vooral voor bij zware walsen met smalle rollen, of door staalwalsen op een oude ZOAB-constructie waarbij het bindmiddel bros is geworden door veroudering. Continu gegradeerde mengsels, ook wel zandskeletmengsels genoemd, hebben in het algemeen weinig last van verbrijzeling mits de laagdikte minstens drie keer de grootste korrelmaat is, dus een asfaltbeton 0/16 (met korrels van 0 tot 16 mm) moet minstens 48 mm dik zijn.
Het walsgedrag is niet altijd in een getal vast te leggen, zo kan een lichtere wals met brede rollen het asfalt veel sterker voor zich uit drukken dan een zwaardere wals met smalle rollen. Dit is proefondervindelijk vastgesteld bij het verdichten van een asfaltbeton op een windmolenpark. Het stuwgedrag wordt vooral veroorzaakt door de vorm van de rol en met name het contactvlak. Een gladde walsrol blijft stuwen zonder onderbreking, vergelijkbaar met een band zonder profiel in de regen: een auto met profielloze banden in de regen stuwt het water voor zich uit en er ontstaat een golf voor de band. Wordt de snelheid te groot, dan ontstaat aquaplaning. Bij een profielband zorgen de dwarsgroeven er iedere keer weer voor dat de voortstuwende druk van de band telkens onderbroken wordt. Bij de walsrol is die onderbreking er niet en sommige mengsels zijn door hun samenstelling daarom gevoeliger voor stuwing en laten zich gemakkelijk verplaatsen.
Gebleken is dat het effect van de diameter niet die grote invloed heeft als vermoed werd. Het is meer een gevolg van de gladde walsrol. Een schapenpootwals zou bijvoorbeeld het materiaal niet horizontaal verplaatsen, dat even terzijde, maar wel om even aan te geven waar het probleem vandaan komt.

## Walsontwerp
Bij het construeren van walsen wordt het Nijboergetal gebruikt, ook wel PLD genoemd. Bij de walsfactor zoals we die in Nederland kennen wordt de roldiameter D kwadratisch berekend. Om het verschil in kracht tussen de walsen te berekenen moet de rolbreedte kwadratisch gewaardeerd worden, dus in de PLD-formule wordt de L-waarde kwadratisch gewaardeerd.
Met het aandeel van verschillende mengsels is een benadering op basis van walsfactor een moeilijke materie en behoeft verder onderzoek. Het is in de praktijk opgevallen dat smalle rollen een verticaler verdichtend effect hebben (minder stuwend) en brede rollen een meer horizontaal gerichte verdichting vertonen. Vandaar dat het asfalt bij tandemtrilwalsen in de regel sneller gaat schuiven en golven (in het Duits Wellenbildung of in het Engels wavy surface genoemd). Het schuiven begint vaak na de tweede walsovergang en doet zich vaak voor bij het aanbrengen van een tweede laag base of een bind. In Amerika noemt men dit fenomeen de tender zone, het is een bepaald temperatuurgebied waarin het mengsel zeer gevoelig is voor horizontale verplaatsing door of walsen met te brede rollen of walsen met een hoge contactdruk. Vaak is een bandenwals dan de aangewezen oplossing.